# Succès Masra
Succès Masra (in arabo سوكسيه ماسرا‎?; 30 agosto 1983) è un economista e politico ciadiano, primo ministro del Ciad dal 1º gennaio al 23 maggio 2024.
Dopo aver lavorato presso la Banca africana di sviluppo, Masra ha fondato, nel 2018, Les Transformateurs, un partito politico che si opponeva alle politiche l'ex presidente ciadiano Idriss Déby e che ora, dopo la morte di quest'ultimo avvenuta nel 2021, osteggia la presidenza del figlio. Il primo dell'anno del 2024, Succès Masra è stato nominato primo ministro del Ciad.

## Primi anni
Masra è nato in una cittadina non nota del Ciad il 30 agosto 1983. Ha frequentato le scuole superiori nel paese nativo e in Camerun, mentre si è laureto in economia in Francia. Non appena completò gli studi, Masra iniziò a lavorare presso la Banca africana di sviluppo, diventandone il dirigente fino al 2018, anno in cui decise di entrare in politica.

## Carriera politica
Il 29 aprile 2018, Masra fondò ufficialmente il Les Transformateurs (in arabo: المحوِّلون ), partito in aperta opposizione alle politiche dell'allora presidente Déby. Masra, criticando fortemente le azioni intraprese dall'ex presidente, dichiarò nel primo comizio del partito che il suo obbiettivo era quello di riunire il popolo ciadiano e di trasformare il paese in una socialdemocrazia.

### Elezioni presidenziali del 2021
Verso la fine del 2020, Déby ha pubblicamente annunciato che si sarebbe candidato alle future elezioni presidenziali del 2021, aspirando al suo sesto mandato consecutivo. In questa occasione, Masra si è apertamente opposto alla candidatura del presidente affermando che fosse anti-costituzionale. Le riforme che avevano modificato la costituzione del Ciad nel 2018 stabilivano infatti che il presidente potesse ricoprire tale carica solo due volte. Quando tuttavia Masra presentò la propria domanda di candidatura, essa fu respinta dal Governo, il quale si appellò al fatto che Les Transformateurs non era un partito ufficialmente registrato e che dunque egli non avesse i giusti requisiti per concorrere alla carica presidenziale. Ciò provocò una serie di violente proteste soppresse dalle forze dell'ordine a cui lo stesso Masra partecipò e per le quali dovette temporaneamente rifugiarsi presso nell'ambasciata statunitense a N'Djamena.
Il 16 marzo 2021, Masra ha pubblicamente incontrato Déby, invitandolo ad organizzare un incontro il suo partito, il Movimento di Salvezza Patriottica, e i partiti dell'opposizione. Tuttavia, Déby rifuitò il rinvio e vinse le elezioni con il 79,32% dei voti, anche se è doveroso ricordare che molti osservatori esterni, fra cui il quotidiano francese Le Monde, definirono le elezioni "altamente irregolari" a causa dei diversi brogli avvenuti.

### Morte di Déby e giunta militare
Il 20 aprile 2021, un portavoce dell'esercito ciadiano ha annunciato ufficialmente l'improvvisa morte del presidente Déby ucciso durante uno scontro a fuoco dal Fronte per l'alternanza e la concordia in Ciad in una località vicino a Nokou. Il giorno successivo, il governo e le leggi costituzionali del Ciad furono sospese da una giunta militare guidata dal figlio dell'ex presidente Mahamat Déby. Masra annunciò immediatamente in un discorso che tali eventi potevano essere visti come un vero e proprio "colpo di stato", mentre molti ciadiani aspiravano alla fine del clientelismo e all'inizio di un nuovo governo democratico.
Nel maggio 2022, si sono svolte nella capitale forti proteste contro la pressante presenza delle truppe francesi nel paese, le quali erano accusate di sostenere apertamente il totalitarismo della nuova giunta militare. Masra, insieme al partito Les Transformeurs, ha pubblicamente supportato queste proteste, le quali furono tuttavia violentemente represse dal governo, che provocò la morte di almeno dodici manifestanti.

### Le proteste del settembre 2022
A causa di queste proteste, la giunta militare annunciò che aveva intenzione di avviare un dialogo pacifico con i partiti dell'opposizione. Masra, insieme al Les Transformateurs, e il movimento politico dell'opposizione Wakit Tama, colsero l'occasione per stabilire una serie di condizioni senza le quali nessun dialogo sarebbe potuto avvenire. Tali condizioni includevano: l'istituzione di un nuovo referendum costituzionale pulito, il divieto per ogni ufficiale militare di concorrere alle prossime elezioni presidenziali e la chiara separazione tra i poteri del governo e quelli dell'esercito. Nell'agosto 2022, tuttavia, Les Transformeurs e Wakit Tama hanno pubblicamente annunciate che non avrebbero preso parte al dialogo previsto per il mese successivo, in quanto, come affermò lo stesso Masra, la giunta militare non era disposta a rispettare le condizioni precedentemente stabilite.
Il 1º settembre 2022, Masra organizzò una grande manifestazione pacifica presso N'Djamena per protestare contro l'incontro tra la giunta militare e gli altri gruppi dell'opposizione. Tuttavia, la reazione del governo fu molto brusca, infatti ben 91 attivisti furono arrestati dalla polizia con l'accusa di "disturbo della quiete pubblica". Per non fare la stessa fine, molti altri manifestanti fuggirono e cercarono riparo presso la sede del partito Les Transformeurs, la quale fu chiusa dalle forze dell'ordine poco dopo. Il giorno dopo, avvennero ulteriori proteste, stavolta volte a far riaprire la sede di Les Transformateurs. Anche in questo caso, il governo reagì duramente, arrestando altri 200 attivisti. Tali arresti suscitarono lo sdegno da parte della comunità internazionale; ad esempio, la Città del Vaticano, che da tempo manteneva un contatto sempre aperto col governo di N'Djamena, interruppe tutte le comunicazioni con quest'ultimo, mentre diversi altri enti di beneficenza minacciarono di abbandonare il paese nel caso in cui la chiusura della sede di Les Transformeurs non sarebbe stata revocata. La sede di Les Transformeurs fu riaperta il giorno successivo, mentre i 200 manifestanti arrestati furono quasi tutti rilasciati all'intervento del diplomatico burkinabé Djibril Bassolé.

### Processo del 2022
In un discorso tenuto durante le proteste, Masra ha ammonito la giunta militare affermando che dovevano "aspettarsi il peggio". A causa di tale affermazione, Masra fu accusato dal governo ciadiano di "istigazione all'omicidio". Mentre si recava presso il tribunale di N'Djamena, Masra fu scortato da più di duemila attivisti, i quali furono violentemente dispersi dalla polizia, che ne arrestò 300 e ne ferì all'incirca mille. Tali provvedimenti furono fortemente criticati dalla Federazione internazionale dei diritti umani, dall'Unione Africana, dall'Unione Europea, dagli Stati Uniti, dalla Germania, dalla Francia e dallo stesso partito di Déby padre, il Movimento Patriottico di Salvezza. Affinché la questione non sollevasse uno scandalo internazionale, la giunta militare ritirò le accuse contro Masra e il processo fu annullato.

### Le proteste di ottobre e l'esilio
Durante il mese d'ottobre, sono scoppiate in Ciad diverse proteste dopo le dichiarazioni di Mahamat Déby, il quale aveva appena espresso la sua intenzione di estendere potere della giunta militare per altri due anni. In questo caso, l'approccio del governo nei confronti delle proteste fu molto più violento dei precedenti. Secondo diversi osservatori esterni, l'esercito ciadiano uccise 50 manifestanti, mentre lo stesso Masra afferma che il numero esatto è di all'incirca 70 attivisti, denunciano inoltre la giunta militare di aver torturato diversi prigionieri politici. Dal momento che a causa delle proteste il clima nel paese si era molto scaldato, Masra, per salvaguardare la propria incolumità, decise di fuggire prima in Camerun, e successivamente negli Stati Uniti. Tuttavia, con la sua assenza, il partito Les Transformateurs fu temporaneamente e forzatamente sciolto dal governo.

### Ritorno in Ciad
L'11 agosto 2023, Masra dichiarò la sua intenzione di ritornare in Ciad il 18 ottobre 2023, in vista del prossimo referendum costituzionale. Successivamente, viste le intenzioni di Masra di tornare in Ciad, la Corte d'appello di N'Djamena rese pubblico un mandato d'arresto internazionale contro Masra già emanato nel giugno 2023, ma tenuto segreto dallo stesso tribunale su ordine della giunta militare. Tale mandato d'arresto, in cui si accusava Masra di "attività terroristiche", fu condannato dall'organizzazione Human Rights Watch, la quale sottolineò il grave atteggiamento totalitario che la giunta aveva assunto in vista del referendum costituzionale.
Il 16 ottobre 2023, Masra annunciò che avrebbe rinviato il suo ritorno in Ciad, a causa delle crescenti tensioni con la giunta militare. Tuttavia, quello stesso ottobre, Masra decise di firmare un accordo con il governo ciadiano alla presenza di alcuni rappresentanti della Comunità economica degli Stati dell'Africa centrale. In tale accordo, si stabilì che Masra avrebbe ufficialmente riconosciuto al governo la giunta militare, mentre quest'ultima garantì a Succès il diritto di poter organizzare ogni tipo di manifestazione. Questi accordi furono fortemente criticati da alcuni membri dell'opposizione, i quali accusarono Masra di aver tradito gli stessi ideali del suo partito. Ad ogni modo, Succès Masra poté rientrare nella sua nazione e il 1º gennaio 2024 fu ufficialmente nominato primo ministro del Ciad. Il 3 marzo 2024 Succès Masra ha annunciato la sua candidatura alle elezioni presidenziali del 6 maggio 2024.
Il 23 giugno 2025, Succès Masra annuncia di aver iniziato uno sciopero della fame per protestare contro la sua detenzione.
Nel processo per il massacro di Mandakao, perpetrato il 14 maggio 2025, le memorie presentate l'8 agosto 2025 hanno richiesto 25 anni di carcere contro Succès Masra.